# 台头镇 (天津市)
台头镇，是中华人民共和国天津市静海区下辖的一个乡镇级行政单位。该镇的特产有台头西瓜，是中国国家地理标志产品。

## 行政区划
台头镇下辖以下地区：
胜利村、和平村、民生村、建设村、幸福村、友好村、新立村、义和村、南坝台村、一堡村、南二堡村、中二堡村、北二堡村、三堡村、四堡村、五堡村、大六分村和姜家场村。